# Lauren Fendrick
Lauren Fendrick (San Diego, 20 maart 1982) is een Amerikaans beachvolleyballer. Ze nam eenmaal deel aan de Olympische Spelen en werd in 2017 met April Ross vice-wereldkampioen.

## Carrière

### Tot en met 2012
Fendrick is geboren in San Diego, maar groeide op in Carlsbad. Ze studeerde communicatiewetenschappen aan de UCLA waar ze magna cum laude haar diploma heeft behaald en heeft later ook een rechtenstudie afgerond aan de University of Southern California. Fendrick speelde van 1999 tot en met 2002 voor het universiteitsteam van UCLA in de zaal en werd in 2002 uitgeroepen tot een All-American. Het jaar daarop begon ze haar carrière als professioneel beachvolleyballer met haar debuut in de AVP Tour. Ze deed met verschillende partners mee aan in totaal zeven toernooien, waarbij ze niet verder kwam dan vier zeventiende plaatsen. In 2004 speelde ze tien wedstrijden in de binnenlandse competitie en met Nicole Branagh noteerde Fendrick met een negende plaats in Hermosa Beach haar eerste toptienklassering. Na een pauze van een jaar keerde Fendrick in 2006 terug in het nationale beachvolleybalcircuit. Uitkomend met verschillende teamgenoten, nam ze deel aan in totaal elf toernooien. Met de Braziliaanse Tatiana Minello zette ze met een zevende plaats in Manhattan Beach haar beste prestatie van het seizoen neer.
Het jaar daarop speelde Fendrick achtereenvolgens met Brittany Hochevar, Paula Roca, Tammy Leibl en Holly McPeak in totaal dertien wedstrijden in de AVP Tour met drie zevende plaatsen als resultaat. In 2008 vormde ze in de binnenlandse competitie een duo met Roca. Ze deden mee aan elf toernooien en eindigden tweemaal op de vijfde plaats (Santa Barbara en Manhattan Beach). Daarnaast debuteerde ze met Ashley Ivy in de FIVB World Tour. Het tweetal nam deel aan drie toernooien met een vijfde (Phuket) en twee zevende plaatsen (Dubai en Sanya) als resultaat. Vervolgens vormden Fendrick en Ivy tot halverwege 2010 een vast team. In 2009 waren ze actief op dertien toernooien in het Amerikaanse circuit, waarbij ze driemaal als vijfde eindigden (Panama City, Brooklyn en San Francisco). Internationaal deed het duo mee aan acht reguliere FIVB-toernooien met een vierde plaats in Phuket als beste resultaat. Bij de wereldkampioenschappen in Stavanger kwamen ze niet verder dan de groepsfase, waar ze met één overwinning en twee nederlagen als derde in de poule eindigden. Het jaar daarop speelden Fendrick en Ivy vijf wedstrijden in de AVP en zes wedstrijden in de World Tour. In eigen land behaalden ze twee vijfde plaatsen (Santa Barbara en Belmar), maar internationaal kwamen ze niet verder dan een dertiende plaats in Seoel.
In juli 2010 wisselde Fendrick van partner naar Brooke Niles. Hetzelfde seizoen namen ze nog deel aan twee toernooien in de binnenlandse competitie – met onder andere een vijfde plaats in Long Beach – en aan zes toernooien op mondiaal niveau met een negende plaats in Sanya als beste resultaat. Het jaar daarop begonnen ze in de World Tour met twee vierde plaatsen in Brasilia en Shanghai. In Mysłowice en Peking volgden een dertiende en negende plaats. Bij de WK in Rome bereikten Fendrick en Niles de kwartfinale die verloren werd van het Braziliaanse duo Larissa França en Juliana Felisberta da Silva. In het vervolg van het seizoen speelde het duo negen internationale wedstrijden en behaalde daarbij twee vijfde (Klagenfurt en Phuket) en twee negende plaatsen (Stavanger en Moskou). Daarnaast won het tweetal het AVP-toernooi van Huntington Beach. In 2012 deden Fendrick en Niles mee aan negen FIVB-toernooien met een negende plaats in Berlijn als hoogste klassering. Met Branagh werd ze daarnaast vierde in Bangsaen en met Rachel Wacholder nam ze deel aan twee toernooien in het Amerikaanse circuit.

### 2013 tot en met 2020
Het daaropvolgende seizoen vormde Fendrick een team met Hochevar. In eigen land kwamen ze bij zeven toernooien tot zes podiumplaatsen; in Salt Lake City en Huntington Beach werden ze tweede en in Manhattan Beach, Atlantic City, Saint Petersburg en Santa Barbara derde. Op mondiaal niveau namen ze deel aan tien reguliere toernooien waarbij ze twee vijfde plaatsen behaalden (Long Beach en São Paulo). Bij de WK in Stare Jabłonki bereikte Fendrick andermaal de kwartfinale waar ditmaal de Duitse Karla Borger en Britta Büthe te sterk waren. Daarnaast kwam ze aan het begin van het jaar bij twee wedstrijden in de World Tour uit met Branagh. Van 2014 tot en met 2016 partnerde Fendrick vervolgens met Brooke Sweat. Het eerste seizoen behaalden ze bij zes toernooien in de AVP Tour enkel podiumplaatsen. Vijfmaal eindigde het duo als tweede (Saint Petersburg, Milwaukee, Salt Lake City, Manhattan Beach en Cincinnati) en eenmaal als derde (Huntington Beach). In de World Tour waren ze actief op acht toernooien en noteerden ze vijf toptienklasseringen: twee vijfde plaatsen (Stavanger en Long Beach) en drie negende plaatsen (Shanghai, Moskou en Den Haag).
In 2015 namen Fendrick en Sweat deel aan negen reguliere FIVB-toernooien waarbij ze drie vijfde (Poreč, Yokohama en Olsztyn) en twee negende plaatsen (Fuzhou en Sint-Petersburg) behaalden. Bij de WK in Nederland verloren ze in de kwartfinale van Katrin Holtwick en Ilka Semmler uit Duitsland. Daarnaast deed Fendrick met April Ross mee aan World Tour Finals in Fort Lauderdale waar ze als vijfde eindigden. In het nationale circuit speelde Fendrick drie wedstrijden met verschillende partners; met Ross boekte ze in Huntington Beach een overwinning. Het seizoen daarop namen Fendrick en Sweat deel aan twee AVP-toernooien waarbij ze de winst behaalden in Chicago en een derde plaats in Manhattan Beach. Internationaal kwamen ze bij dertien World Tour-toernooien tot vier vijfde plaatsen (Cincinnati, Olsztyn, Gstaad en Long Beach). Bij de Olympische Spelen in Rio de Janeiro kwamen ze na drie nederlagen niet verder dan de groepsfase.
In 2017 speelde Fendrick afwisselend met Ross en Lane Carico in totaal vijf wedstrijden in de Amerikaanse competitie. Ze behaalde daarbij een eerste plaats (New York), drie derde plaatsen (Huntington Beach, Manhattan Beach en Chicago) en een vijfde plaats (Seattle). In het mondiale circuit kwam ze eenmaal uit met Sara Hughes, tweemaal met Carico en vijfmaal met Ross. Met Ross werd ze in Wenen vice-wereldkampioen nadat olympisch kampioenen Laura Ludwig en Kira Walkenhorst in de finale te sterk waren. Het seizoen daarop nam ze met Sarah Sponcil deel aan drie toernooien in de AVP Tour met een tweede plaats in Austin als resultaat. In de World Tour was Fendrick actief met zes verschillende spelers – Branagh, Sweat, Carico, Sponcil, Karissa Cook en Emily Day – en kwam ze tot twee vijfde plaatsen (Qinzhou en Tokio). Na in 2019 moeder te zijn geworden, deed ze in 2020 met Day mee aan drie AVP-toernooien in Long Beach waarbij ze een keer de derde plaats behaalde. In Siem Reap speelde Fendrick aan de zijde van Hughes haar laatste internationale wedstrijd en boekte ze tevens haar eerste overwinning in de World Tour.

## Palmares
Kampioenschappen
- 2011: 5e WK
- 2013: 5e WK
- 2015: 5e WK
- 2017:  WK

FIVB World Tour
- 2020:  2* Siem Reap